# Alcides Ghiggia
(Alcides Ghiggia in riferimento al cosiddetto Maracanazo)
Alcides Edgardo Ghiggia (Montevideo, 22 dicembre 1926 – Las Piedras, 16 luglio 2015) è stato un calciatore uruguaiano naturalizzato italiano, di ruolo ala, Campione del mondo con la nazionale uruguayana nel 1950.
Militò principalmente nel Peñarol in patria e nella Roma, in Italia. Trascorse anche una stagione al Milan, vincendo lo scudetto 1961-1962 (anche se da gregario) e chiuse la carriera nuovamente in Uruguay, nel Montevideo Wanderers. Coi club, oltre al citato scudetto, vinse due titoli nazionali col Peñarol (1948 e 1951) e la Coppa delle Fiere 1960-1961 con la Roma.
Ghiggia è principalmente noto per essere stato l'autore della rete decisiva nella vittoria della nazionale uruguaiana contro quella brasiliana nell'ultima e decisiva partita del campionato del mondo 1950, che vide l'Uruguay campione del mondo; la gara è ricordata dai brasiliani come il "Maracanazo", una sconfitta calcistica sfociata in tragedia. È inoltre l'unico calciatore insieme al brasiliano Jairzinho ad essere andato a segno in tutti gli incontri di un Mondiale di calcio vinto dalla propria nazionale.

## Carriera

### Esordi uruguaiani e gloria sudamericana
Non imponente fisicamente (169 centimetri per 62 chili), Ghiggia era un'ala destra dal dribbling fulminante. Iniziò a giocare nel 1944 nelle serie inferiori, con la squadra del Sud América. Esordì nella Prima divisione uruguaiana nel 1946 con il Club Atlético Progreso; l'anno successivo la sua squadra retrocesse, e il giovane Ghiggia giocò un anno in Seconda divisione.
Nel 1948 Ghiggia fu acquistato dal Peñarol di Montevideo, ove già brillava la stella di Juan Alberto Schiaffino. Chiuso da compagni più anziani ed esperti, non fu utilizzato, nelle poche partite di un campionato che non si completò mai per uno sciopero dei calciatori.

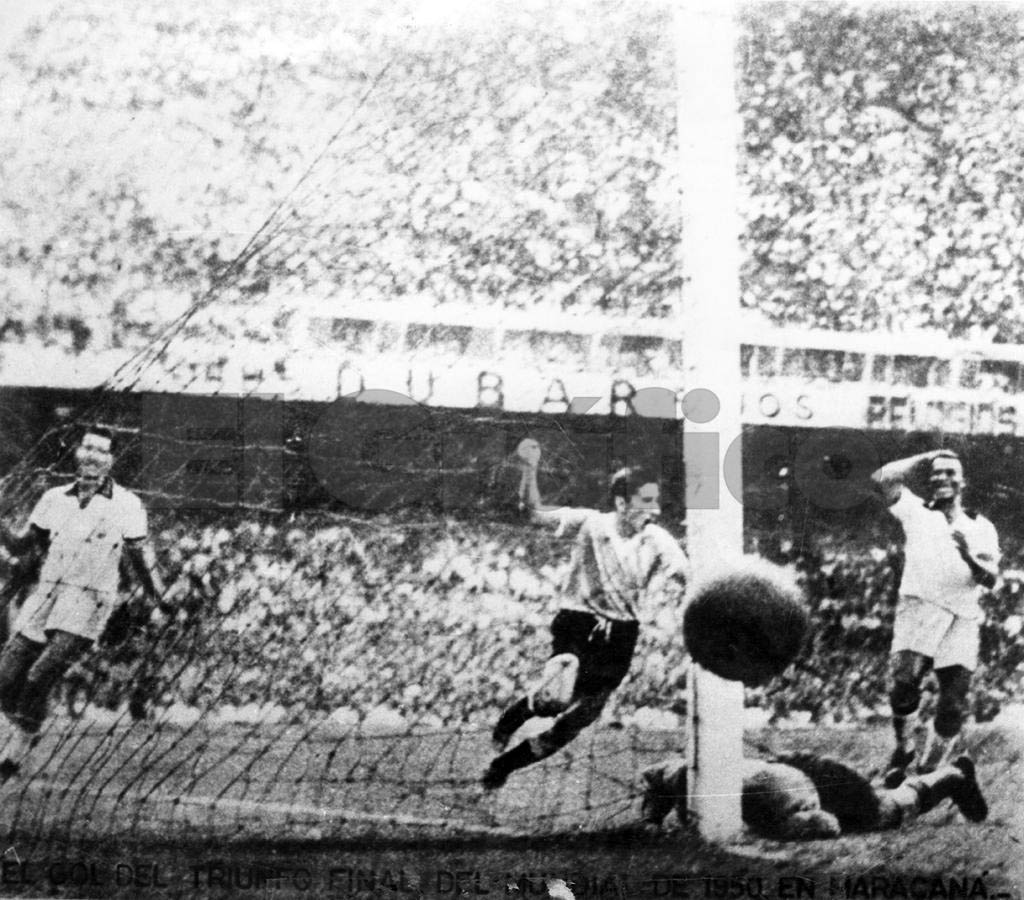
Ghiggia segna il gol decisivo al Brasile al

Nel 1949 fu promosso in prima squadra e contribuì con 8 gol alla vittoria in campionato. Sconosciuto a livello internazionale, fu convocato dal commissario tecnico Juan Lopez ed esordì in Nazionale il 6 maggio 1950 nella Coppa Rio Branco, proprio contro il Brasile a San Paolo: l'Uruguay vinse 4-3. Fu la prima delle dodici presenze consecutive di Ghiggia con la maglia celeste. Il Brasile si aggiudicò di misura (3-2 e 1-0) le successive due partite del torneo, giocatesi a Rio de Janeiro, ma il risultato complessivo dimostrava che le due squadre si equivalevano.
Ai successivi Campionati del Mondo tenutisi immediatamente dopo sempre in Brasile, Ghiggia realizzò una rete in ogni partita della Celeste: al primo turno nella sonante vittoria contro la Bolivia per 8-0 e nel girone finale contro Svezia e Spagna.
Il 16 luglio 1950, nella gara decisiva, al Maracanã di Rio de Janeiro contro lo strafavorito Brasile supportato da 200.000 spettatori, fu un preciso assist di Ghiggia a propiziare il pareggio di Schiaffino. Con un superbo diagonale Ghiggia realizzò poi, su cross di Schiaffino, il goal della vittoria che valse agli uruguaiani il secondo titolo mondiale. Immediatamente dopo la partita, Ghiggia subì l'aggressione di alcuni facinorosi e rientrò in Uruguay in stampelle e con la gamba sinistra malconcia; rimase inattivo per quasi tutto l'anno.
La nazionale uruguaiana non giocò altre partite sino al Campionato Panamericano del 1952 a Santiago. Ghiggia - che nel frattempo aveva vinto un altro campionato con il Peñarol (1951) - fu sempre schierato. Squalificato per otto mesi per aver aggredito un arbitro che gli aveva annullato un gol, Ghiggia saltò il campionato nazionale 1953.

### In Italia con Roma e Milan

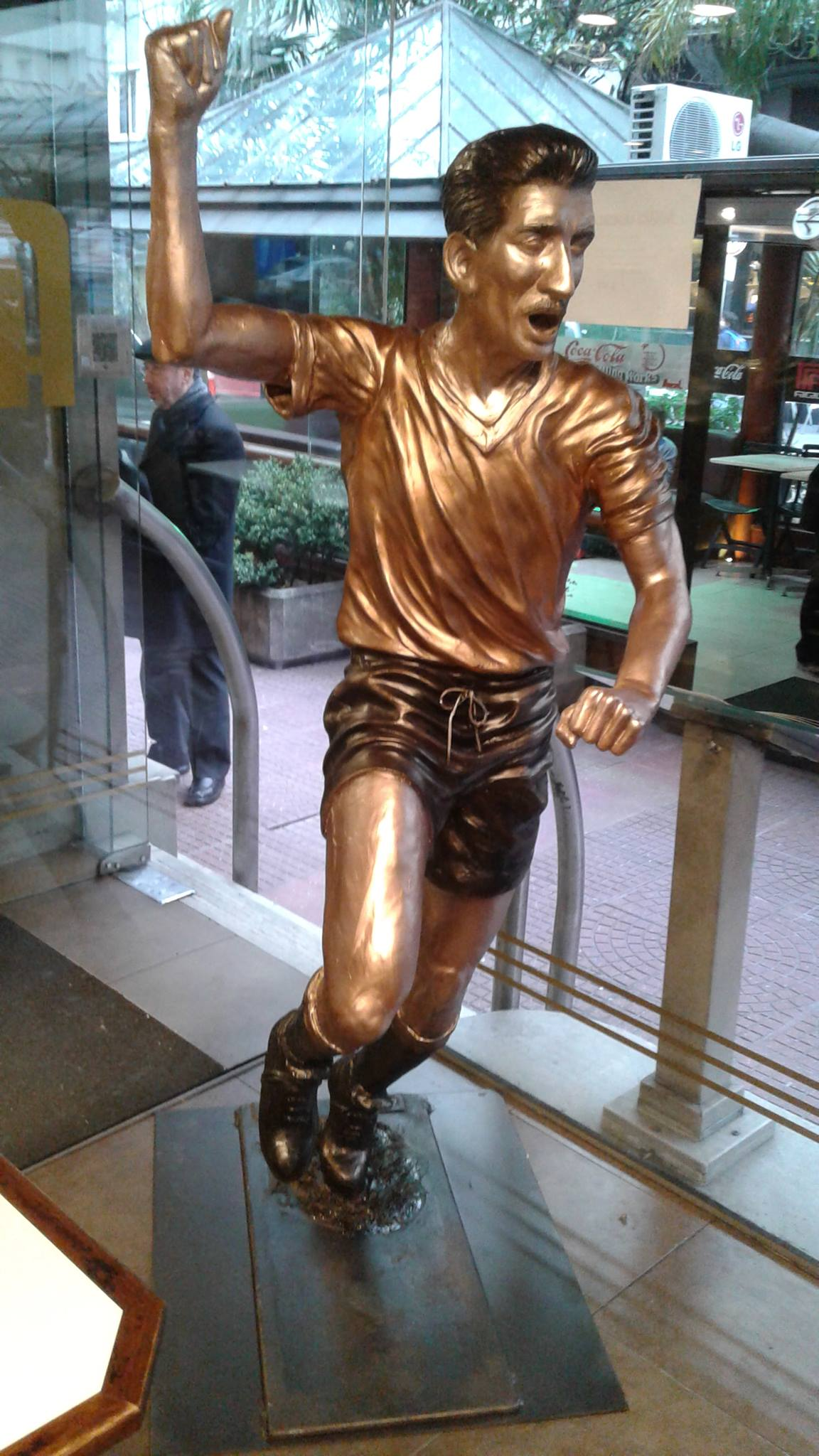
Alcides Ghiggia

Il ricordo della squalifica e il desiderio di mettersi in luce sulla platea internazionale lo spinsero ad accettare le offerte della Roma.
Il 31 maggio 1953, durante un'assemblea dei soci al Teatro Sistina, il Presidente della Roma Renato Sacerdoti annunciò ai tifosi l'acquisto dell'uruguaiano. Ghiggia esordì il 4 giugno successivo, in una vittoriosa amichevole con il Charlton. Coi giallorossi giocò otto campionati, ma non vinse nessuno scudetto (miglior risultato: 3º posto nel 1954-55). Nel 1957-58 gli fu data la fascia di capitano, che mantenne fino all'inizio del 1959. Fu infatti sorpreso in automobile con una quattordicenne che divenne madre in quell'ottobre: denunciato dalla famiglia della ragazza, Ghiggia riconobbe il neonato, ma scontò due mesi e venti giorni per atti osceni in luogo pubblico, perdendo inoltre la fascia di capitano della squadra capitolina.
Durante la permanenza romana, nonostante i dubbi della stampa più critica, gli fu attribuito lo status di oriundo, e naturalizzato italiano. A più di trent'anni fu così convocato nella Nazionale italiana nelle qualificazioni ai Mondiali del 1958, ove ritrovò l'antico compagno di squadra Schiaffino, ormai trentaduenne e anch'egli naturalizzato. Ma stavolta il sodalizio tra i due anziani fuoriclasse non ebbe effetti positivi: l'Italia fallì per la prima volta (la seconda nel 2017 per i mondiali 2018 e la terza nel 2022 per i mondiali 2022) la qualificazione mondiale, perdendo a Belfast con l'Irlanda del Nord per 2-1, pur essendo sufficiente il pareggio.

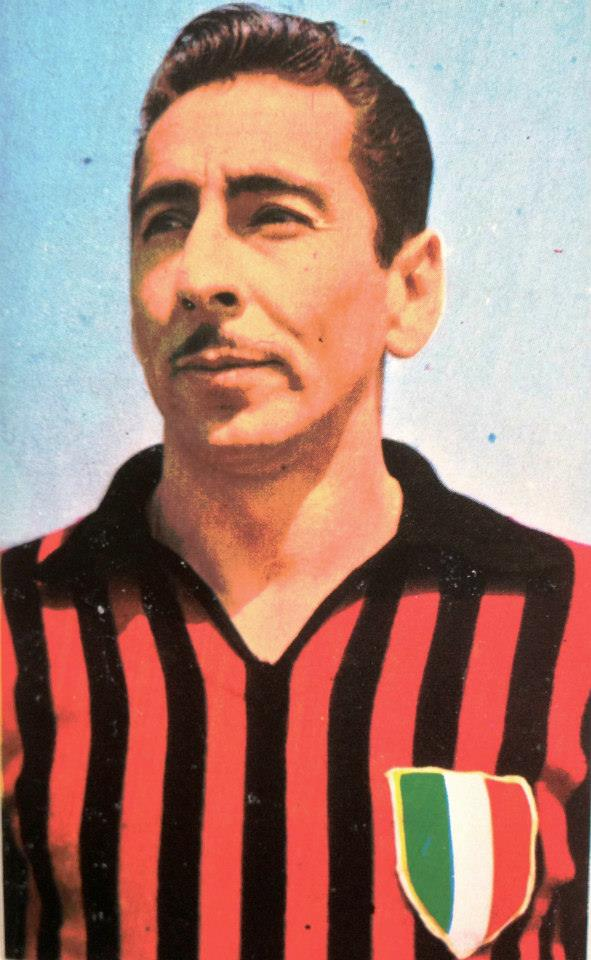
Ghiggia con la maglia del Milan

Ghiggia giocò ancora un'amichevole nella nazionale italiana, a Roma contro la Spagna; nella stagione 1960-61, l'ultima con la maglia della Roma, poté nuovamente giocare accanto a Schiaffino, nel frattempo acquistato dai giallorossi. Insieme a lui contribuì alla qualificazione nei primi due turni della Coppa delle Fiere che fu poi conquistata dalla Roma nell'ottobre del 1961 quando Ghiggia si era già trasferito al Milan. Con la maglia rossonera vinse (ma con sole 4 presenze) lo scudetto nel 1961-1962. Al termine di quella stagione decise di ritornare a Montevideo.

### Gli ultimi anni da calciatore, la carriera di allenatore e la morte
Quando era ancora calciatore della Roma allenò per sei mesi (nella stagione 1959-60) il Sora.
Giocò nel Danubio FC della prima divisione uruguaiana sino a quarantadue anni, e si ritirò nel 1968. Nel 1980 allenò il Peñarol, dopo aver fatto per alcuni anni il croupier in una sala da gioco.
Morì all'età di 88 anni a seguito di un attacco cardiaco avvenuto il 16 luglio 2015, curiosamente il giorno dell'anniversario del Maracanazo: in seguito alla morte di Aníbal Paz, avvenuta nel marzo 2013, era rimasto l'ultimo campione del mondo del 1950 ancora in vita.

## Statistiche

### Presenze e reti nei club
| Stagione        | Squadra         | Campionato      | Campionato | Campionato | Campionato |
| Stagione        | Squadra         | Comp            | Pres       | Reti       |            |
| --------------- | --------------- | --------------- | ---------- | ---------- | ---------- |
| 1953-1954       | Roma            | A               | 34         | 4          |            |
| 1954-1955       | Roma            | A               | 26         | 2          |            |
| 1955-1956       | Roma            | A               | 28         | 4          |            |
| 1956-1957       | Roma            | A               | 27         | 4          |            |
| 1957-1958       | Roma            | A               | 29         | 2          |            |
| 1958-1959       | Roma            | A               | 29         | 1          |            |
| 1959-1960       | Roma            | A               | 17         | 1          |            |
| 1960-1961       | Roma            | A               | 11         | 1          |            |
| Totale Roma     | Totale Roma     | Totale Roma     | 201        | 19         |            |
| 1961-1962       | Milan           | A               | 4          | 0          |            |
| Totale carriera | Totale carriera | Totale carriera | 205        | 19         |            |

### Cronologia presenze e reti in nazionale

#### Uruguay
| Cronologia completa delle presenze e delle reti in nazionale ― Uruguay | Cronologia completa delle presenze e delle reti in nazionale ― Uruguay | Cronologia completa delle presenze e delle reti in nazionale ― Uruguay | Cronologia completa delle presenze e delle reti in nazionale ― Uruguay | Cronologia completa delle presenze e delle reti in nazionale ― Uruguay | Cronologia completa delle presenze e delle reti in nazionale ― Uruguay | Cronologia completa delle presenze e delle reti in nazionale ― Uruguay | Cronologia completa delle presenze e delle reti in nazionale ― Uruguay |
| Data                                                                   | Città                                                                  | In casa                                                                | Risultato                                                              | Ospiti                                                                 | Competizione                                                           | Reti                                                                   | Note                                                                   |
| ---------------------------------------------------------------------- | ---------------------------------------------------------------------- | ---------------------------------------------------------------------- | ---------------------------------------------------------------------- | ---------------------------------------------------------------------- | ---------------------------------------------------------------------- | ---------------------------------------------------------------------- | ---------------------------------------------------------------------- |
| 6-5-1950                                                               | San Paolo                                                              | Brasile                                                                | 3 – 4                                                                  | Uruguay                                                                | Copa Rio Branco                                                        | -                                                                      |                                                                        |
| 14-5-1950                                                              | Rio de Janeiro                                                         | Brasile                                                                | 3 – 2                                                                  | Uruguay                                                                | Copa Rio Branco                                                        | -                                                                      |                                                                        |
| 18-5-1950                                                              | Rio de Janeiro                                                         | Brasile                                                                | 1 – 0                                                                  | Uruguay                                                                | Copa Rio Branco                                                        | -                                                                      |                                                                        |
| 2-7-1950                                                               | Belo Horizonte                                                         | Bolivia                                                                | 0 – 8                                                                  | Uruguay                                                                | Mondiali 1950 - 1º turno                                               | 1                                                                      |                                                                        |
| 9-7-1950                                                               | San Paolo                                                              | Spagna                                                                 | 2 – 2                                                                  | Uruguay                                                                | Mondiali 1950 - 2º turno                                               | 1                                                                      |                                                                        |
| 13-7-1950                                                              | San Paolo                                                              | Svezia                                                                 | 2 – 3                                                                  | Uruguay                                                                | Mondiali 1950 - 2º turno                                               | 1                                                                      |                                                                        |
| 16-7-1950                                                              | Rio de Janeiro                                                         | Brasile                                                                | 1 – 2                                                                  | Uruguay                                                                | Mondiali 1950 - 2º turno                                               | 1                                                                      | [ 12 ]                                                                 |
| 23-3-1952                                                              | Santiago del Cile                                                      | Messico                                                                | 1 – 3                                                                  | Uruguay                                                                | Giochi Panamericani                                                    | -                                                                      |                                                                        |
| 30-5-1952                                                              | Santiago del Cile                                                      | Perù                                                                   | 2 – 5                                                                  | Uruguay                                                                | Giochi Panamericani                                                    | -                                                                      |                                                                        |
| 6-4-1952                                                               | Santiago del Cile                                                      | Panama                                                                 | 1 – 6                                                                  | Uruguay                                                                | Giochi Panamericani                                                    | -                                                                      |                                                                        |
| 13-4-1952                                                              | Santiago del Cile                                                      | Cile                                                                   | 2 – 0                                                                  | Uruguay                                                                | Giochi Panamericani                                                    | -                                                                      |                                                                        |
| 16-4-1952                                                              | Santiago del Cile                                                      | Brasile                                                                | 4 – 2                                                                  | Uruguay                                                                | Giochi Panamericani                                                    | -                                                                      |                                                                        |
| Totale                                                                 |                                                                        | Presenze                                                               | 12                                                                     |                                                                        | Reti                                                                   | 4                                                                      |                                                                        |

#### Italia
| Cronologia completa delle presenze e delle reti in nazionale ― Italia | Cronologia completa delle presenze e delle reti in nazionale ― Italia | Cronologia completa delle presenze e delle reti in nazionale ― Italia | Cronologia completa delle presenze e delle reti in nazionale ― Italia | Cronologia completa delle presenze e delle reti in nazionale ― Italia | Cronologia completa delle presenze e delle reti in nazionale ― Italia | Cronologia completa delle presenze e delle reti in nazionale ― Italia | Cronologia completa delle presenze e delle reti in nazionale ― Italia |
| Data                                                                  | Città                                                                 | In casa                                                               | Risultato                                                             | Ospiti                                                                | Competizione                                                          | Reti                                                                  | Note                                                                  |
| --------------------------------------------------------------------- | --------------------------------------------------------------------- | --------------------------------------------------------------------- | --------------------------------------------------------------------- | --------------------------------------------------------------------- | --------------------------------------------------------------------- | --------------------------------------------------------------------- | --------------------------------------------------------------------- |
| 26-5-1957                                                             | Lisbona                                                               | Portogallo                                                            | 3 – 0                                                                 | Italia                                                                | Qual. Mondiali 1958                                                   | -                                                                     |                                                                       |
| 4-12-1957                                                             | Belfast                                                               | Irlanda del Nord                                                      | 2 – 2                                                                 | Italia                                                                | Amichevole                                                            | 1                                                                     |                                                                       |
| 22-12-1957                                                            | Milano                                                                | Italia                                                                | 3 – 0                                                                 | Portogallo                                                            | Qual. Mondiali 1958                                                   | -                                                                     |                                                                       |
| 15-1-1958                                                             | Belfast                                                               | Irlanda del Nord                                                      | 2 – 1                                                                 | Italia                                                                | Qual. Mondiali 1958                                                   | -                                                                     |                                                                       |
| 28-2-1959                                                             | Roma                                                                  | Italia                                                                | 1 – 1                                                                 | Spagna                                                                | Amichevole                                                            | -                                                                     |                                                                       |
| Totale                                                                |                                                                       | Presenze                                                              | 5                                                                     |                                                                       | Reti                                                                  | 1                                                                     |                                                                       |

## Riconoscimenti
Quasi sessant'anni dopo la storica partita del 16 luglio 1950, il Brasile rese omaggio al giocatore dedicando ad Alcides Ghiggia un posto nella Walk of Fame dello stesso Maracanã.
È stato inoltre inserito nella Hall of Fame della Roma il 22 luglio 2014.

## Palmarès

### Club

#### Competizioni nazionali
- Campionato uruguaiano: 2

Peñarol: 1949, 1951
- Campionato italiano: 1

Milan: 1961-1962

#### Competizioni internazionali
- Coppa delle Fiere: 1

Roma: 1960-1961

### Nazionale
- Campionato mondiale: 1

Brasile 1950

### Individuale
- Inserito nelle "Leggende del Calcio" del Golden Foot (2006)